# Esilio (Bettiza)
Esilio è un saggio autobiografico dell'autore italiano Enzo Bettiza, pubblicato nel 1996.
L'opera ha vinto il Premio Flaiano per la narrativa e l'anno successivo il Premio Campiello.

## Contenuto
Il libro è diviso in sei lunghi capitoli, ciascuno con un suo titolo, più un prologo e un epilogo.

### Prologo
L'autore individua la ragione principale che l'ha portato a scrivere la storia della prima parte della sua vita nella guerra in Jugoslavia degli anni Novanta. Inizia quindi il racconto citando la sua balia morlacca di etnia serba Mara Vujnić, che fu una delle persone più importanti della sua infanzia. La madre, Maria Vušković, era una donna di origine montenegrina nata sull'isola di Brazza, una bellezza di tipo esotico, che aveva sposato il dalmata italiano Vincenzo Bettiza, uno dei due soci titolari del cementificio Gilardi & Bettiza di Spalato. Oltre ad Enzo, dal matrimonio erano nati Marino, dal temperamento intraprendente, e Nora, sordomuta. Altri parenti stretti dell'autore dalla parte dei Bettiza erano lo zio Marino, uno "spirito libero" morto di spagnola agli inizi degli anni Venti, lo zio Gianni, rimasto invalido nella Grande Guerra combattuta nelle file austroungariche, e le figlie di quest'ultimo.

### Consuelo
I giovani Marino ed Enzo Bettiza sono mandati a frequentare il ginnasio italiano di Zara (allora nel Regno d'Italia) alloggiando in una famiglia privata perché sia loro risparmiata la ferrea disciplina del collegio.
Enzo sperimenta una prima "cotta" per una compagna di classe, presto dimenticata grazie alla supplente di lettere Consuelo, una rossa trentenne che ha l'abitudine di passare tra i banchi dei suoi alunni e di accarezzare le loro chiome. Un giorno, temendo di non essere più il suo "favorito", Enzo le scrive una lettera in cui dichiara i suoi sentimenti; Consuelo sembra ignorare la cosa ed il ragazzo ha una reazione inconsulta, a cui segue una malattia. In questo stato viene spesso visitato dallo zio Ugo Bulich, un austero professore che vive in città. La considerazione di Enzo per questo parente accresce quando, durante un pranzo, egli esprime una prudente ma disincantata critica al regime fascista. Uno dei migliori amici di Enzo a Zara è Matteo Tolja, rampollo scavezzacollo di ricca famiglia, che aiuta con i compiti.
Al suo rientro a scuola, Enzo non trova più Consuelo, che ha lasciato l'incarico per farsi infermiera volontaria in Abissinia.

### Zara e Spalato
Preoccupata per le condizioni di salute del figlio, la madre di Enzo si reca a Zara, dove va ad alloggiare presso il professor Belich. Una sera, non ravvisando la via del ritorno a causa dell'oscuramento, cade in mare ma viene salvata, senza riportare troppe conseguenze.
L'autore si sofferma poi sulla diversa indole degli zaratini, più inclini al sentimentalismo, e degli spalatini, più concreti; sui bombardamenti che nel 1944 quasi rasero al suolo Zara (che fu poi ricostruita dalle autorità jugoslave in modo irrispettoso della topografia storica) e sui funerali dei suoi parenti a Spalato, che si concludevano, dopo un sontuoso corteo funebre, nel cimitero di Santo Stefano, smantellato dagli jugoslavi nel Dopoguerra nell'ambito della rimozione delle memorie italiane.

### La famiglia
L'autore rievoca le figure dei suoi avi dal lato paterno: il nonno Pietro, referente per la Dalmazia del partito del borgomastro viennese Karl Lueger, il bisnonno Marino, fondatore dell'impresa di costruzioni, e il trisavolo Girolamo Smacchia Bettiza, che ai tempi delle Province Illiriche napoleoniche aveva salvato la cassa del reggimento militare cui apparteneva affrontando dei briganti montenegrini.

### Le cucine
La madre di Enzo ricordava la cucina come la cosa che più la impressionò entrando nella casa del marito. L'autore così passa in rassegna tutti i "rituali" che vi venivano svolti e i piatti preferiti dai suoi genitori: l'odojak (maialino da latte) e quelle che Vincenzo Bettiza chiamava "le cinque sinfonie culinarie più maestose": sarma, scorpena, lepre, beccaccia (da cui si ricava la preparazione detta merdocchio) e pastizada. La cucina di casa Bettiza, in ragione della storia e della posizione geografica della Dalmazia, aveva contaminazioni venete, slave, greche e turche.
All'età di cinque anni, Enzo consumava i suoi pasti in cucina in compagnia dell'agnellino Gašo, che portava anche a passeggio per la città con la balia tenendolo al guinzaglio. Ad un certo punto i genitori del bambino, trovando la cosa indecorosa, fecero macellare Gašo, cosa che provocò al piccolo Enzo uno choc.

### La guerra
Al momento dell'invasione della Jugoslavia da parte delle forze dell'Asse nel 1941, i Bettiza, che nel 1919 hanno optato per la cittadinanza italiana, sfollano a Civitanova Marche. Tornano dopo poche settimane, in seguito all'occupazione italiana di Spalato. Marino, in un sussulto nazionalista, espone la bandiera italiana dal balcone di casa, venendo pesantemente redarguito dal padre Vincenzo, desideroso di continuare ad intrattenere buoni rapporti con i concittadini slavi.
Il regime fascista spinge per un'italianizzazione totale: il federale Savo appare molto zelante e viene ucciso in un attentato dal giovane comunista slavo Čerina. Enzo entra in grande confidenza con Frano Sentić, miglior amico dell'attentatore, come gli viene successivamente rivelato: Frano è un giovane croato che si è costruito una grande cultura da autodidatta grazie alle carte appartenute allo scrittore Tin Ujević, che aveva abitato presso la sua famiglia. Egli realizza grandi guadagni col mercato nero, rivendendo nei villaggi della Bosnia e dell'Erzegovina le merci acquistate a Spalato. Enzo, dal canto suo, si appassiona alla pittura e al gioco d'azzardo, arrivando a compiere piccoli furti in casa.
In un attentato terroristico nel 1942 muore Piero, figlio dello zio Marino, per una bomba esplosa durante il concerto di una banda musicale; solo dopo molti anni Enzo scopre che suo cugino era l'attentatore. Un'altra vittima del terrorismo è il dottore croato Račić, sostenitore dell'idea di una Jugoslavia a guida serba, che viene trovato in un lago di sangue da Vincenzo Bettiza sulle scale di un palazzo.

### Il ritorno
L'autore fa ancora il paragone tra i tempi della Seconda guerra mondiale e quelli della recente guerra in Jugoslavia. In occasione dei suoi ritorni nella città natale rincontra l'amico Frano, col quale si mette a rievocare i tempi andati. Un altro personaggio col quale s'intrattiene, malgrado abbia avuto con lui anche degli scontri di natura professionale, è lo scrittore Miljenko Smoje. L'incontro con lo storico locale, di origine russa, Anatolij Kudrjavcev fa dire che per preservare l'integrità di Spalato ci vorrebbe una "dittatura municipale" ispirata a quella dell'antico sindaco Antonio Bajamonti.

### Epilogo
L'autore prende in considerazione le conseguenze psicologiche dell'esilio e lamenta come in Italia ci sia una concezione distorta della storia recente della Dalmazia. Rievoca poi la nascita della città di Spalato e fa notare come anche l'imperatore Diocleziano in fondo si fosse imposto un volontario esilio. Dichiara infine che comprese di essere un esule quando, una sera del 1945, dalla nave che portava lui e la sua famiglia verso l'Italia, vide allontanarsi le luci della città natale.

## Edizioni
- Enzo Bettiza, Esilio, Milano, Mondadori, 1996, ISBN 88-04-39783-7.
- Enzo Bettiza, Esilio, Milano, Club degli Editori, 1996.
- Enzo Bettiza, Esilio, collana I miti, n. 87, Milano, Mondadori, 1998, ISBN 88-04-43202-0.
- Enzo Bettiza, Esilio, collana Oscar Bestsellers, n. 914, Milano, Mondadori, 1999, ISBN 88-04-45943-3.
- Enzo Bettiza, Esilio, collana Scelte d'autore, n. 5, Torino, La Stampa, 2003.
- Enzo Bettiza, Esilio, collana La biblioteca dell'Adriatico, distribuito con i quotidiani Il Piccolo e Messaggero Veneto, n. 11, Milano, Editoriale FVG, 2007.